# Bogd Khan Uul
Der Bogd Khan Uul (mongolisch Богд хан уул) ist ein 2261 m hoher Berg in der Mongolei. Er liegt südlich der Hauptstadt Ulaanbaatar, die er um 914 Meter überragt.

## Nationalpark

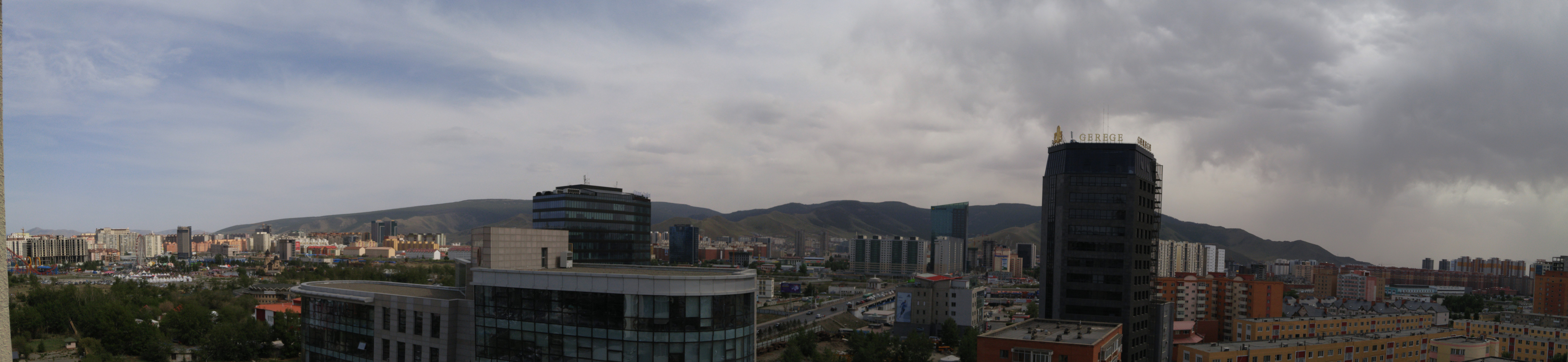
Der Bogd Khan Uul begrenzt Ulan-Bator im Süden

Der Bogd Khan Uul gilt als ältester kontinuierlich geschützter Naturpark der Welt.
Bereits im zwölften und dreizehnten Jahrhundert waren der Holzeinschlag und die Jagd verboten, da dieser Berg als heilige Stätte angesehen wurde. Im Jahr 1778 erklärten die Machthaber der Qing-Dynastie den Berg zum Schutzgebiet. In der Zeit des Sozialismus wurde er formell zum Nationalpark erhoben, wodurch die Zersiedelung der Landschaft südlich der Hauptstadt verhindert wurde.
Seit 1996 ist der Nationalpark mit einer Fläche von 67.300 Hektar als UNESCO-Biosphärenreservat eingetragen. Die Nordseite ist mit einem Nadelwald bewachsen, auf der Südseite dominieren Fels und Gras die Landschaft. Das Sibirische Moschustier (Moschus moschiferus), das Reh (vermutlich das Sibirische Reh), der Zobel (Martes zibellina) und der Schneehase (Lepus timidus) bewohnen dieses Gebiet.

## Lage
Vom Ort Dsuunmod aus führen Wanderwege zum Gipfel. Die Stadt mit dem Kloster Mandschir Chiid liegt am südlichen Fuß des Bogd Khan Uul und ist etwa eine Autostunde von Ulaanbaatar entfernt.